# Paonias astylus
Paonias astylus är en fjärilsart som beskrevs av Dru Drury 1773. Paonias astylus ingår i släktet Paonias och familjen svärmare. Inga underarter finns listade i Catalogue of Life.

## Bildgalleri

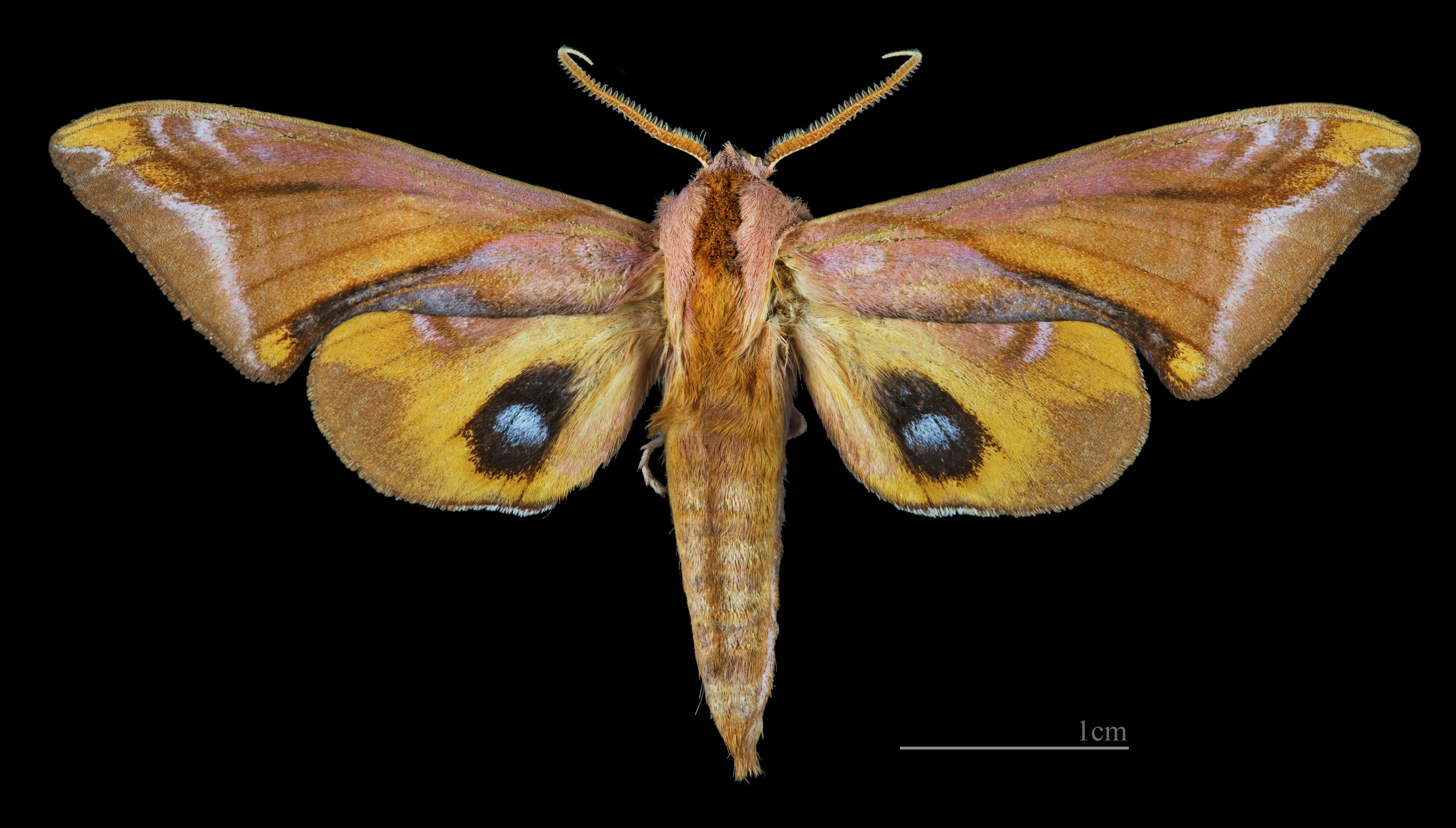
Paonias astylus ♂
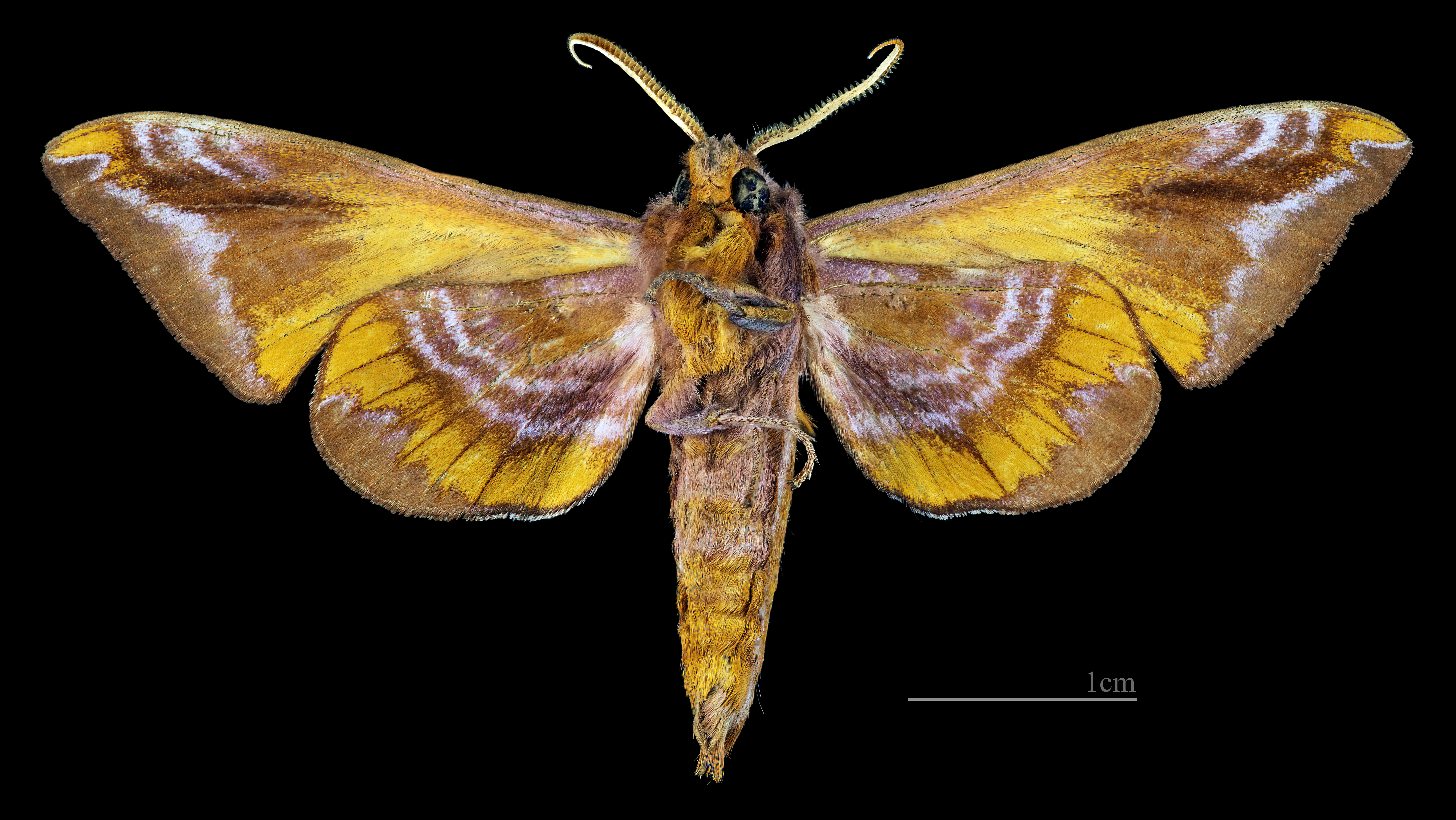
Paonias astylus ♂ △